# Xã Earl, Quận LaSalle, Illinois
Xã Earl (tiếng Anh: Earl Township) là một xã thuộc quận LaSalle, tiểu bang Illinois, Hoa Kỳ. Năm 2010, dân số của xã này là 2.595 người.